# مزرعة باريك أباد (بهمن)
مزرعة باريك أباد (بالفارسية: مزرعه باریک‌آباد) هي منطقة سكنية تقع في إيران في البلدة المركزية.